# Květníkovití
Květníkovití (Dascilidae) jsou čeleď v nadčeledi Elateroidea. V čeledi je zařazeno jen několik dosud poznaných druhů.

## Taxonomie
- podčeleď Dascillinae
  - rod Coptocera
  - rod Dascillus Latreille, 1796 - květník
    - Dascillus cervinus (Linnaeus, 1758)

  - rod Haematodes
  - rod Lypropdascillus
  - rod Metallidascillus Pic, 1914
  - rod Notodascillus Carter, 1935
  - rod Pseudolichas
  - rod Sinocaulus
- podčeleď Karumiinae
  - rod Anorus
  - rod Drilocephalus
  - rod Emmita
  - rod Escalarina
  - rod Genecerus
  - rod Karumia
  - rod Pleolobus